# Афанасьєвський сільський округ
Афана́сьєвський сільський округ (каз. Афанасьев ауылдық округі, рос. Афанасьевский сельский округ) — адміністративна одиниця у складі району Шал-акина Північноказахстанської області Казахстану. Адміністративний центр — село Афанасьєвка.
Населення — 664 особи (2021; 1159 у 2009, 1858 у 1999, 2247 у 1989).
Станом на 1989 рік існувала Афанасьєвська сільська рада (села Афанасьєвка, Рясинка, Садовка), село Двойники перебувало у складі Ольгинської сільської ради.

## Склад
До складу округу входять такі населені пункти:
| Населений пункт   | Старі назви | Населення, осіб (1989) | Населення, осіб (1999) | Населення, осіб (2009) | Населення, осіб (2021) |
| ----------------- | ----------- | ---------------------- | ---------------------- | ---------------------- | ---------------------- |
| Афанасьєвка, село | -           | 1270                   | 1040                   | 613                    | 400                    |
| Двойники, село    | -           | 352                    | 301                    | 189                    | 124                    |
| Рясинка, село     | -           | 276                    | 227                    | 139                    | 79                     |
| Садовка, село     | -           | 349                    | 290                    | 218                    | 61                     |